# Cerkev sv. Kvirika, Sočerga
Cerkev sv. Kvirika (it. Chiesa di San Quirico) nad Sočergo je podružnična in pokopališka cerkev župnije Sočerga.
Cerkev stoji na hribu nad Sočergo in ima pomembno dominantno lego v širšem prostoru. Obdana je s pokopališčem in zidom.

## Zgodovina
Srednje veliko enoladijsko cerkev v svojem Cerkvenem krajopisu omenja koprski škof Paolo Naldini. Obnovljena je bila leta 1886, leta 1940 pa so jo zmanjšali in ji odstranili ravno zaključeni prezbiterij. Leta 1942 so okoli pokopališča sezidali zid.

## Zunanjost cerkve
Na levi strani je ob cerkveno fasado prislonjen masiven, grobo ometan zvonik s štiristrano kapo, ki podoben zanigradskemu. Cerkev ima kamnit in ravno zaključen vhodni portal. Na južni strani je dvoje, na zgornji strani rahlo polkrožno zaključenih oken, na severni steni pa oken ni. Vzhodna stena je ravna in ima trikotni čelni zaključek. 11,36 metrov visoki zvonik je na zahodni strani ometan, brez niš in delilnih zidcev. Zvonica je odprta s štirimi, na vsako stran polkrožno zaključenimi ozkimi odprtinami, nad njo pa je visoko zidana štirikapna koničasta streha. Zunanjost cerkve so leta 1995 ometali z grobim ometom, popravili dvokapno streho in jo ohranili krito s kamnitimi škrlami.

## Notranjost cerkve
Notranjost cerkve je enoten, skoraj kvadraten prostor z odprtim stropom in z delno kamnitim, delno pa betonskim tlakom. Ob vzhodni steni je kamnita oltarna miza. Dekoracij v cerkvi ni.

## Zvonovi
29. oktobra 2006 je bil posvečen zvon za cerkev sv. Kvirika. Bronasti zvon teže 84 kg, je bil vlit v livarni Feralit v Žalcu.